# Zyzdrojowa Wola
Zyzdrojowa Wola – wieś w Polsce, w województwie warmińsko-mazurskim, w powiecie mrągowskim, w gminie Piecki. Wchodzi w skład sołectwa Zyzdrojowy Piecek.
Do 2023 miejscowość była częścią wsi Zyzdrojowy Piecek.
W latach 1975–1998 Zyzdrojowa Wola administracyjnie należała do województwa olsztyńskiego.